# Сименс, Георг фон
Георг фон Сименс (нем. Georg von Siemens, 21 октября 1839, Торгау — 23 октября 1901, Берлин) — немецкий банкир
 и либеральный политик из дворянского рода Сименсов.

## Биография
Родственник (двоюродный иди троюродный племянник) семьи немецких промышленников (Вернера, Карла Вильгельма и Карла Генриха).
С 1874 года неоднократно избирался членом прусской палаты представителей и рейхстага, сначала как национал-либерал, а затем — после раскола национал-либералов — как член леволиберальной Немецкой партии свободомыслящих, основанной Ойгеном Рихтером и Францем фон Штауффенбергом в 1884 году. После раскола партии в 1893 году примкнул к Союзу свободомыслящих. В 1901 году Сименс обсуждался как преемник Йоханна фон Микеля на посту министра финансов Пруссии, но ухудшение здоровья — результат рака — помешало назначению.

## Deutsche Bank
Сименс был первым главой Deutsche Bank, с момента основания банка 10 марта 1870 и до 1900 года.